# KPresenter
KPresenter je open source nástroj na tvorbu prezentací z kancelářského balíku KOffice, které je integrováno s grafickým prostředím KDE.